# Скинений янгол
Скинений янгол (англ. Descending Angel) — американський трилер 1990 року.

## Сюжет
Майкл та Ірина одружуються і відправляються у подорож до Нью-Йорка. Там, Майкл виявляє, що його тесть був охоронцем у нацистському концтаборі під час Другої світової війни, і що він також брав участь у кількох вбивствах. Це викликає багато проблем у відносинах молодят і життя Майкла опиняється під загрозою.

## У ролях
| Актор            | Роль                            |
| ---------------- | ------------------------------- |
| Джордж К. Скотт  | Флоріан Строя                   |
| Дайан Лейн       | Ірина Строя                     |
| Ерік Робертс     | Майкл Россі                     |
| Марк Марголіс    | Берковічі                       |
| Віто Руджиніс    | Гленн                           |
| Емі Акіно        | Катерина                        |
| Кен Дженкінс     | Сем Мюррей                      |
| Ельза Рейвен     | Віра                            |
| Річард Дженкінс  | Дебодт                          |
| Ян Рубес         | єпископ Данучу                  |
| Філіп Акін       | продавець у книжковому магазині |
| Джордж Б'юза     | Стелліан                        |
| Девід Де Санктіс | поліцейський                    |
| Айдан Девайн     | клерк безпеки                   |
| Колін Фокс       | доктор                          |
| Джудіт Гілдерман | офіціантка                      |
| Річард Жютра     | поліцейський                    |
| Елізабет Олівер  | Крістіна                        |
| Марк Волкер      | Маршалл                         |